# Людвиг Нассау-Дилленбургский
Людвиг Нассау-Дилленбургский (нем. Ludwig von Nassau-Dillenburg; 20 января 1538 — 14 апреля 1574, Мок-эн-Мидделар) — нидерландский полководец, участник войны за освобождение Нидерландов от власти Испании, третий сын графа Вильгельма Нассауского и Юлианы Штольбергской. Брат Вильгельма I Оранского.

## Биография
Людвиг Нассау-Дилленбургский возглавлял отряды голландских восставших — гёзов, в 1567 году он был вытеснен из Нидерландов войсками испанского командующего, герцога Альбы.
Укрывшись временно в Германии, Людвиг в следующем году со своим отрядом возвращается из восточной Фрисландии в нидерландскую северную провинцию Гронинген. Здесь он 23 мая разгромил испанцев в битве при Гейлигерлее; правда, в этом сражении погиб его младший брат — Адольф граф Нассау. 21 июля того же года уже испанцы под руководством герцога Альбы сумели одержать победу над Людвигом фон Нассау в сражении у Йемгума на Эмсе.
Позднее Людвиг Нассау-Дилленбургский участвует в боях во Франции на стороне гугенотов и с их помощью в 1572 году, собрав войска, возвращается в Нидерланды. 25 мая его отряды занимают Монс, однако 19 сентября сдали его испанцам.
В 1574 году Людвиг вновь с вооружённым отрядом вступает в Нидерланды. 14 апреля происходит битва при Моке между отрядами протестантов и испанскими войсками, в которой последние одерживают победу. В этой битве гибнут Людвиг Нассау-Диллернбургский и его брат Генрих.